# Miloslav Hamr
Miroslav Hamr var en tjeckoslovakisk bordtennisspelare och världsmästare i mixed dubbel och lag.
1936 vann han tillsammans med Gertrude Kleinová guld i mixed dubbel. Finalen vann man över flerfaldiga mästarna Mária Mednyánszky och  István Kelen.
I sitt sista VM 1939 mötte han tillsammans med Josef Tartakower, från Luxemburg, Viktor Barna och Richard Bergmann i dubbelfinalen. Barna vann då sitt sista av totalt 22 VM-guld.
Han spelade sitt första VM 1932 och 1939, 8 år senare sitt sista. Under sin karriär tog han 11 medaljer i bordtennis-VM, 2 guld, 4 silver och  brons.

## Meriter
- VM i bordtennis
  - 1933 i Baden (Niederösterreich)
    - 2:a plats med det tjeckiska laget

  - 1934 i Paris
    - 3:a plats dubbel (med Erwin Kohn)
    - kvartsfinal mixed dubbel
    - 2:a plats med det tjeckiska laget

  - 1935 i London
    - kvartsfinal singel
    - kvartsfinal mixed dubbel
    - 2:a plats med det tjeckiska laget

  - 1936 i Prag
    - 1:a plats mixed dubbel (med Gertrude Kleinová)
    - 3:e plats med det tjeckiska laget

  - 1937 i Baden (Niederösterreich)
    - 3:a plats dubbel (med Adolf Šlár)
    - 3:e plats med det tjeckiska laget

  - 1938 i London
    - 3:e plats med det tjeckiska laget

  - 1939 i Kairo
    - 2:a plats dubbel (med Josef Tartakower)
    - 1:a plats med det tjeckiska laget